# Balanophora yakushimensis
Balanophora yakushimensis är en tvåhjärtbladig växtart som beskrevs av Hatusima och Masamune. Balanophora yakushimensis ingår i släktet Balanophora och familjen Balanophoraceae. Inga underarter finns listade i Catalogue of Life.